# Пик, Райан
Райан Пик (Райан Энтони Пик; 1 марта 1973, Брукс, Альберта, Канада) — канадский гитарист и вокалист рок-группы Nickelback. Пик — один из основателей группы.

## Карьера
Пик написал некоторые хиты группы и участвовал в большинстве записей бэк-вокала для песен вместе с их барабанщиком Дэниелом Адэром. В период становления группы Пик выступал в качестве дистрибьютора.
Пик также исполнил на концерте некоторые каверы группы, включая «Super Bon Bon» и «Saturday Nights's Alright (For Fighting)». В туре Dark Horse, в 2009 году, Пик также исполнил кавер группы Kings Of Leon — «Use Somebody».
Обычно Пик использует гитары Gibson, такие как Les Paul, Gibson Explorer и Gibson Flying V, также использует модифицированный «glass Lucite Gibson look» и Flying V когда играет вживую «Figured You Out». Он также использовал электрогитары Gretsch для «Someday». Когда группа ещё не определилась с техникой игры на гитаре Чеда Крюгера, на концертах третьим гитаристом был Тим «Тимми» Доусон. В начале карьеры Пик часто использовал модифицированную гитару Fender Telecaster. Он заменил стандартный звукосниматель Telecaster на хамбакер от «EMG». Также он использует акустические гитары Morgan and Gibson. Для исполнения на концерте «Photograph» он использует акустическую гитару, которую ему подарил отец, в клипе на эту песню можно увидеть, что на этой гитаре играет Крюгер.
Концепцию видеоклипа «Savin' Me» Пик доверил своей жене.
Он использует усилители Mesa/Boogie Rectifier и применяет различные спецэффекты.

## Личная жизнь
Женат, есть дети.